# عبد الله بن الحارث السعدي
عبد الله بن الحارث بن عبد العزى السعدي وهو أخو الرسول محمد من الرضاعة، وذُكِر في الصحابة.

## أسرته
هو من بني سعد من قبيلة هوازن
- أمه: حليمة بنت أبي ذؤيب السعدية.
- وأبوه: الحارث بن عبد العزى بن رفاعة بن ملان بن ناصرة بن فصية بن نصر بن سعد بن بكر بن هوازن
- عم: أبو ثروان بن عبد العزى بن رفاعة بن ملان بن ناصرة بن فصية بن نصر بن سعد بن بكر بن هوازن
- وأخوته: حفص بن الحارث، الشيماء بنت الحارث، و‌أنيسة بنت الحارث.[1]

## إسلامه
قيل أنه أسلم هو وأبوه الحارث ، وحسن إسلامهما ، فعن إسحاق بن عبد الله قال: «كان لرسول الله ﷺ أخ من الرّضَاعة، فقال للنبيّ ﷺ - يعني بعد النبوة -: أترى أنه يكون بعث؟ فقال له النبي ﷺ: "أَمَا وَالَّذِي نَفْسِي بِيَدِهِ لآخُذَنّ بِيَدِكَ يَوْمَ القِيَامَةِ وَلأعرّفَنَّكَ" ،قال: فلما آمن بعدُ بالنبي ﷺ كان يجلس فيبكي، ويقول: أنا أرجو أن يأخذَ النبي ﷺ بيدي يوم القيامة.»